# 적극적 우대조치
적극적 우대조치(積極的優待措置, 영어: affirmative action)는 정부나 조직 내에서 체계적인 차별을 해소하기 위한 일련의 정책과 관행을 말한다. 역사적으로나 국제적으로 적극적 우대조치에 대한 지지는 고용 및 임금 불평등 해소, 교육 접근성 향상, 다양성, 사회적 형평성, 사회 통합 증진, 그리고 실질적 평등이라고도 불리는 잘못, 피해 또는 장애를 시정하는 데 도움이 될 수 있다는 생각에 의해 정당화되었다.
적극적 우대조치 정책의 성격은 지역마다 다르며, 엄격한 할당제부터 단순히 참여를 늘리기 위한 장려책에 이르기까지 다양한 스펙트럼에 존재한다. 일부 국가에서는 할당제를 사용하여 정부 직업, 정치직, 학교 공석의 일정 비율을 특정 집단에 할당한다. 인도의 할당제가 그 예시이다. 할당제가 사용되지 않는 다른 관할권에서는 소수 집단 구성원에게 선발 과정에서 우선권이나 특별 고려가 주어진다. 미국에서는 원래 행정명령에 의한 적극적 우대조치가 인종과 관계없이 선발하는 것을 의미했지만, 2003년 대법원 판례인 그루터 대 볼린저 사건에서 대학 입학에 있어 우대 조치가 널리 사용되다가 2023년 공정한 입학을 위한 학생들 대 하버드 대학교 사건에서 뒤집혔다.
유럽에서 더 흔한 적극적 우대조치의 변형은 긍정적 행동으로 알려져 있으며, 이는 과소 대표된 집단을 해당 분야로 장려함으로써 기회균등을 촉진한다. 이는 종종 "피부색을 무시한다"고 묘사되지만, 일부 미국 사회학자들은 이것이 인종에 기반한 결과의 실질적 평등을 달성하기에 불충분하다고 주장했다.
미국에서 적극적 우대조치는 논란이 많으며 여론은 이 문제에 대해 분분하다. 적극적 우대조치 지지자들은 이 정책이 사회경제적으로 불리하거나 역사적으로 차별 또는 억압을 겪어온 집단에 대해 집단적 결과와 대표성의 실질적 평등을 증진한다고 주장한다. 적극적 우대조치 반대자들은 이것이 역차별의 한 형태이거나, 주류 집단 내에서 가장 불우한 사람들을 희생시켜 소수 집단 내에서 가장 특권적인 사람들에게 이익을 주는 경향이 있거나, 또는 대학에 적용될 경우 소수자 학생들을 적절하게 준비되지 않은 과정에 배치함으로써 그들을 방해할 수 있다고 주장한다.

## 기원
"적극적 우대조치"라는 용어는 1961년 3월 6일 존 F. 케네디 대통령이 서명한 행정명령 10925호에서 미국에서 처음 사용되었는데, 이 명령은 정부 계약자가 "지원자들이 고용되고, 직원들이 인종, 신념, 피부색 또는 출신 국가에 관계없이 고용 기간 동안 [공정하게] 대우받도록 적극적인 조치를 취해야 한다"는 조항을 포함했다. 1965년에 린든 B. 존슨 대통령은 정부 고용주에게 "인종, 종교 및 출신 국가에 관계없이 고용"하고 "지원자가 고용되고 직원들이 고용 기간 동안 인종, 피부색, 종교, 성별 또는 출신 국가에 관계없이 대우받도록 적극적인 조치를 취해야 한다"는 행정명령 11246호를 발표했다. 1964년 1964년 민권법은 인종, 피부색, 종교, 성별 또는 출신 국가에 기반한 차별을 금지했다. 행정명령과 민권법 모두 특정 집단에 대한 우대 조치를 승인하지 않았다. 이 법안의 상원 관리자인 휴버트 험프리 상원 의원은 이 법안이 "어떤 특정 집단에 대한 우대 조치를 금지할 것"이라고 선언하며 "이것이 인종 할당제로 이어진다면 내 모자를 먹겠다"고 덧붙였다.
 그러나 적극적 우대조치는 실제로는 불우한 집단에 대한 차별을 명시적으로 허용하는 법이 통과되지 않았음에도 불구하고, 대법원 판결에 의해 지지되거나 폐지되면서 우대, 목표, 할당과 동의어가 되었다.
적극적 우대조치는 사회 내 특정 소수 집단의 기회를 증진하여 그들이 다수 인구와 동등한 접근권을 갖도록 의도된 것이다. 이 정책의 철학적 기반은 과거 차별에 대한 보상, 현재 차별 시정, 사회의 다양화 등 다양한 근거를 포함하지만 이에 국한되지 않는다. 이는 지정된 사회 집단이 모든 승진, 교육 및 훈련 기회에 참여할 수 있도록 정부 및 교육 환경에서 자주 시행된다.
적극적 우대조치 지지자들이 밝힌 정당화는 문화의 지배 계급에 의한 과거 차별, 박해 또는 착취에 대한 보상을 돕고, 기존 차별을 해결하는 것이다.

## 시행 방법
- 할당제[26]
- 특정 집단을 위한 특정 장학금 및 재정 지원[27]
- 적극적 우대조치가 늘리려는 집단을 대상으로 한 마케팅/광고[28]
- 식별된 대상을 위한 특정 훈련 또는 모의 행동
- 대상 집단에 적용되는 선발 기준 완화[29]

## 여성
여러 연구에서 적극적 우대조치가 여성에게 미치는 영향을 조사했다. 쿠르툴루스(Kurtulus, 2012)는 1973년부터 2003년까지 소수자와 여성의 직업 발전과 적극적 우대조치에 대한 연구에서 적극적 우대조치가 흑인, 히스패닉, 백인 여성을 관리직, 전문직, 기술직으로 진출시키는 효과가 주로 1970년대와 1980년대 초에 나타났음을 보여주었다. 이 기간 동안 적극적 우대조치 시행으로 인해 계약업체는 비계약업체보다 이러한 집단의 비율을 더 빠르게 늘렸다. 그러나 적극적 우대조치의 긍정적 효과는 1980년대 후반에 완전히 사라졌는데, 쿠르툴루스는 이는 레이건 대통령부터 시작된 적극적 우대조치의 정치적 변화로 인해 여성과 소수자의 고숙련 직업 진출이 둔화되었기 때문일 수 있다고 말한다. 연방 계약업체가 되는 것은 이 세 기간 동안 백인 여성의 전문직 비율을 평균 0.183%포인트, 즉 9.3% 증가시켰고, 흑인 여성의 비율은 0.052%포인트(3.9% 증가) 증가시켰다. 연방 계약업체가 되는 것은 또한 히스패닉 여성과 흑인 남성의 기술직 비율을 평균 각각 0.058%와 0.109%포인트(각각 7.7%와 4.2% 증가) 증가시켰다. 이는 연구 대상 세 기간 동안 여성과 소수자의 직업 발전의 전반적인 추세에 적극적 우대조치가 상당한 기여를 했음을 나타낸다. 특히 아시아 지역의 여러 학술 연구를 재분석한 결과, 여성에 대한 적극적 우대조치 프로그램 지지에 영향을 미치는 네 가지 주요 요인(성별, 정치적 요인, 심리적 요인, 사회 구조)이 고려되었다. 김과 김(2014)은 "적극적 우대조치는 기존의 불공정한 대우를 시정하고 여성에게 미래에 동등한 기회를 제공한다"는 것을 발견했다.

## 할당제
할당제 및 적극적 우대조치에 관한 법률은 국가마다 크게 다르다.
인도의 할당제 시스템에서는 카스트 기반 및 기타 집단 기반 할당제가 사용된다.
2012년 유럽 연합 집행위원회는 2020년까지 유럽의 대형 상장 기업 이사회에 여성이 비집행 이사 직위의 40%를 차지하도록 하는 계획을 승인했다. 지침 (EU) 2022/2381은 EU 회원국이 2024년 12월 28일까지 법률을 채택하여 2026년 6월 30일까지 상장 기업의 경우 과소 대표된 성별 구성원이 비집행 이사 직위의 최소 40%와 집행 및 비집행 이사를 포함한 모든 이사 직위의 최소 33%를 차지하도록 보장해야 한다. 지침 (EU) 2022/2381은 2038년 12월 31일에 만료된다.
스웨덴에서 대법원은 대학의 "적극적 우대조치" 인종 할당제가 차별이며 따라서 불법이라고 판결했다. 대법원은 입학 요건이 모든 사람에게 동일해야 한다고 밝혔다. 법무부 장관은 이 결정이 불확실성의 여지를 남기지 않는다고 말했다.

## 국가별 접근법
인종 평등에 관한 법률이 있는 일부 국가에서는 적극적 우대조치가 모든 인종을 동등하게 대우하지 않기 때문에 불법으로 간주된다. 이러한 동등한 대우 방식은 때때로 '피부색을 무시하는' 것으로 묘사되는데, 이는 역차별을 유발하지 않고 차별에 효과적으로 대처할 수 있기를 희망하기 때문이다.
이러한 국가에서는 기회균등 보장에 초점을 맞추고 있으며, 예를 들어 소수 민족 후보자들이 경찰에 지원하도록 장려하는 표적 광고 캠페인 등을 진행한다. 이를 때때로 긍정적 행동이라고 부른다.

### 아프리카

#### 남아프리카 공화국
1948년부터 1974년까지 아파르트헤이트 정부는 모든 생활 영역에서 인종 차별을 규정한 법령을 도입했다. 개인은 백인이 최상위에, 그 다음으로 컬러드, 아시아인 또는 인도인, 그리고 최하위에 흑인 아프리카인이 있는 인종 계층으로 분류되었다. 이 계층에 따라 혜택이 주어졌으며, 백인 소유, 특히 아프리카너 소유 기업에 유리하게 작용하여 흑인을 소외시키고 배제하며 고용 기회를 제한하여 남아프리카 노동 시장에서 "색채 장벽"을 만들고 확장했다. 집단 간의 기술 및 생산성 차이는 궁극적으로 노동 시장 내에서 고용, 직업 및 소득의 불균형을 야기했다. 아파르트헤이트 종식 후, 이러한 불균형을 해소하기 위한 적극적 우대조치 법안이 도입되었다.
아프리카 국민회의가 이끄는 정부는 이전의 불균형을 시정하고 (고용 평등으로 알려진 정책) 국제 노동 기구 회원국으로서 공화국의 의무를 이행하기 위해 적극적 우대조치 법안을 시행하기로 결정했다. 고용 평등법과 흑인 경제권 강화 제도의 결과로, 기업들은 이전에 참정권이 박탈되었던 집단(흑인, 인도인, 컬러드)뿐만 아니라 여성 및 장애인도 고용해야 했다.
많은 이들이 이러한 법안을 수용했지만, 다른 이들은 이를 비판했다. 지지자들은 남아프리카 공화국의 적극적 우대조치 법안이 부의 재분배보다는 경제 성장을 촉진하고, 막대한 인종 불평등을 해소하며, 사회 혜택에 대한 동등한 접근권을 회복하는 것을 목표로 한다고 말한다. 비판자들은 이러한 법률이 자유 시장을 제한하고, 비용을 증가시키며, 경제 성장을 감소시키고, 가난한 흑인이나 다른 집단보다 흑인 중산층에게 유리하게 작용한다고 주장한다. 남아프리카 공화국 항소법원은 흑인을 원칙적으로 우대할 수 있지만, 실제로는 다른 사람들에 대한 불공정한 차별로 이어져서는 안 된다고 판결했다.

#### 가나
가나 의회는 2024년 7월 30일 적극적 우대조치 법안을 통과시켰다. 이 법안은 2026년까지 30%, 2028년까지 35%, 2030년까지 50%를 목표로 정치 분야 여성 수를 늘리는 것을 목표로 한다. 12월에 실시된 2024년 가나 총선은 적극적 우대조치 법안이 시행된 첫 선거였다. 선거 운동에서 집권당인 신애국당과 주요 야당인 NDC는 여성 유권자들에게 호소하기 위해 목표 달성에 대한 의지를 표명했다. 선거 후 여성의 수는 2020년 선거 후와 동일하게 15%를 유지했다. 2025년 1월 7일 취임 연설에서 새로 선출된 존 드라마니 마하마 대통령은 NDC가 정치 분야 여성에게 "유리 천장을 깨는" 데 전념하고 있다고 말했다.

### 아시아

#### 중국
중국에서는 소수 민족을 위한 교육 분야 적극적 우대조치가 있는데, 이는 모든 학생이 대학에 입학하기 위해 필수로 치러야 하는 전국 대학 입학 시험의 최소 요구 사항을 낮추는 것과 같을 수 있다. 량샤오이콴은 중국의 형사사법 분야 적극적 우대조치 정책을 말한다.

#### 이스라엘
2000년대 초중반에 이스라엘의 네 개 최상위 대학의 입학 관행에 계급 기반의 적극적 우대조치 정책이 도입되었다. 지원자의 재정 상태나 국적 또는 민족적 출신은 고려되지 않고, 구조적 불이익, 특히 지역 사회경제적 지위와 고등학교의 엄격함에 중점을 두지만, 여러 개인적인 어려움도 고려된다. 이 정책은 네 개 대학, 특히 가장 선별적인 학과의 계층을 그렇지 않았을 경우보다 더 다양하게 만들었다. 이 모델의 지지자들은 학생 인구의 지리적, 경제적, 인구통계학적 다양성 증가가 불이익의 구조적 결정 요인에 대한 초점이 광범위한 다양성 배당금을 낳는다는 것을 시사한다고 말한다.
공무원 고용에서, 여성, 아랍인, 흑인 또는 장애인인 이스라엘 시민은 적극적 우대조치 정책의 지원을 받는다. 아랍인, 흑인 또는 장애인인 이스라엘 시민도 국가로부터 전액 대학 장학금을 받을 자격이 있다.

#### 인도
인도의 할당제는 주로 카스트에 의해 정의되는 지정 카스트 및 지정 부족 (SC/ST) 및 기타 후진 계급 (OBC)의 복지를 향상시키기 위해 고안된 적극적 우대조치의 한 형태이다. 이들 범주의 구성원은 인도 인구의 약 3분의 2를 차지한다. 인도의 헌법에 따르면, 모든 정부 운영 고등 교육 입학 및 정부 직업 공석의 최대 50%는 SC/ST/OBC-NCL 범주 구성원에게 할당될 수 있으며, 10%는 경제적으로 취약한 계층 (EWS)에 할당되고, 나머지는 비할당된다. 2014년 인도 통계 및 프로그램 이행부는 조사 대상 인도 가구 중 12%가 학술 장학금을 받았으며, 이 중 94%는 SC/ST/OBC 회원 자격, 2%는 재정적 어려움, 0.7%는 성적에 따른 것이라고 밝혔다.

#### 인도네시아
인도네시아는 교육, 정부 공무원 선발, 경찰 및 군인 선발에서 원주민 파푸아인에게 적극적 우대조치를 제공해 왔다. 2019년 파푸아 시위 이후, 많은 파푸아 학생들이 장학금을 포기하고 각자의 주(州)로 돌아가기로 결정했다. 이 프로그램은 충분한 할당량 부족과 부패 혐의에 대한 불만으로 비판을 받아왔다. 프라보워 수비안토, 인도네시아 국방부 장관은 인도네시아군에 파푸아인 채용에 더 많은 노력을 기울일 것이라고 밝혔다. 교육문화부의 교육 장학금 프로그램인 ADik은 원주민 파푸아인과 인도네시아 국경에 가까운 주변 지역 학생들을 대상으로 한다.

#### 말레이시아
말레이시아 신경제정책 (NEP)은 "부미푸트라"로 간주되는 사람들, 즉 말레이시아 인구, 오랑 아슬리, 그리고 사바주와 사라왁주의 원주민을 포함하는 집단의 사회경제적 불이익을 해소하기 위한 민족 기반 적극적 우대조치의 한 형태이다. 이들은 전체 인구의 대다수를 차지한다. 말레이시아 내에서 말레이족 (인구의 58% 차지)은 말레이시아 중국인 (인구의 22% 차지)과 말레이시아 인도인 (인구의 6% 차지)보다 소득이 낮았는데, 이들은 전통적으로 사업 및 산업에 종사했으며 일반 이주 노동자이기도 했다. 1957/58년 말레이족, 중국인, 인도인의 평균 소득은 각각 134, 288, 228이었다. 1967/68년에는 154, 329, 245였고, 1970년에는 170, 390, 300이었다. 중국인/말레이족의 평균 소득 격차 비율은 1957/58년 2.1에서 1970년 2.3으로 증가했으며, 인도인/말레이족의 격차 비율도 같은 기간 1.7에서 1.8로 증가했다.
이러한 불평등을 해소하기 위해 1969년 5·13 사건의 종파 폭력 이후 NEP는 시한부 정책으로 도입되었는데, 20년 후에 만료될 예정이었지만 오늘날까지 정책으로 남아있다. NEP는 상당한 도시 말레이 및 보르네오 원주민 중산층을 창출하는 데 성공했지만, 농촌 공동체의 빈곤을 근절하는 데는 덜 효과적이었다. 비평가들은 이 정책이 부유층과 중산층, 그리고 가장 가난한 사람들 사이의 격차를 확대했다고 말한다. 또한 인종 차별적이라고 묘사되기도 했다.

#### 대만
2004년 법률에 따르면, 정부 계약 경쟁을 원하는 100명 이상의 직원을 둔 기업은 직원 중 최소 1%가 대만 원주민이어야 한다. 교육부와 원주민족위원회는 2002년에 대만 원주민 학생들이 부족 언어와 문화에 대한 지식을 입증하면 고등학교 또는 학부 입학 시험 점수를 33% 높여줄 것이라고 발표했다. 보너스 비율은 여러 차례 수정되었으며, 최신 비율은 2013년 35%이다.

### 유럽

#### 덴마크
그린란드 주민들은 덴마크에서 대학교, 단과대학 또는 직업 대학 학위에 지원할 때 특별한 이점을 얻는다. 이러한 특정 규칙에 따라 그린란드 주민들은 특정 기준을 충족함으로써 필요한 평균 학점 없이도 학위를 취득할 수 있다. 그들은 6.0 이상의 평균 학점을 가지고 있어야 하며 그린란드에서 일정 기간 거주해야 한다. 이 규칙은 2014년 1월 1일부터 시행되었다.

#### 핀란드
법률 및 의학 교육을 포함한 특정 대학 교육 프로그램에는 스웨덴어 능력 시험에서 일정 수준을 통과한 사람들을 위한 할당량이 있다. 이 할당량을 통해 입학한 학생들의 교육은 부분적으로 스웨덴어로 진행된다. 할당량의 목적은 전국적인 수요를 충족시키기 위해 충분한 수의 스웨덴어 능력을 갖춘 전문가가 양성되도록 보장하는 것이다.

#### 프랑스
1958년 프랑스 헌법에 따르면 인종, 종교 또는 성별에 따른 차별은 허용되지 않는다. 1980년대부터는 프랑스판 이웃 기반 적극적 우대조치가 초등 및 중등 교육에 시행되고 있다. "우선 교육 구역"으로 지정된 일부 학교는 다른 학교보다 더 많은 자금을 지원받는다. 이 학교의 학생들은 특정 기관(예: 파리 정치 대학)에서 특별 정책의 혜택을 받기도 한다.
프랑스 국방부는 1990년에 북아프리카계 프랑스 젊은 군인들이 진급하고 운전면허를 취득하는 것을 더 쉽게 만들려고 시도했다. 국방부 신문(Armées d'aujourd'hui)에 한 젊은 프랑스 중위의 강력한 항의가 있은 후, 운전면허 및 진급 계획은 취소되었다. 사르코지 당선 이후 아랍계 프랑스 학생들을 위한 새로운 시도가 있었지만, 사르코지는 프랑스 헌법을 변경할 만큼 충분한 정치적 지지를 얻지 못했다.
2014년 1월 27일 이후, 노르웨이의 사례를 따라 여성은 모든 상장 또는 국영 기업의 이사회 구성원의 최소 20%를 차지해야 했다. 2017년 1월 27일 이후에는 그 비율이 40%로 증가했다. 할당량이 충족되지 않는 한 남성 이사의 모든 임명은 무효로 간주되며, 다른 이사들에게는 금전적 처벌이 적용될 수 있다.

#### 독일
독일연방공화국 기본법 제3조는 성별, 인종 또는 사회적 배경에 관계없이 모든 사람의 동등한 권리를 규정한다. 남성과 여성이 동등한 자격을 갖출 경우 여성이 직업에 우선적으로 채용되어야 한다는 프로그램이 있으며, 장애인이 비장애인보다 우선적으로 채용되어야 한다. 이는 2007년 현재 모든 공공 부문 및 대학 직위에 일반적이며, 일반적으로 "이 분야에서 다양성을 높이기 위해 노력합니다"라는 문구를 사용한다. 최근 몇 년 동안 차별과 싸우기 위해 여성에게 직업에 대한 특혜를 부여하는 프로그램을 발행해야 하는지에 대한 오랜 공공 논쟁이 있었다. 독일의 좌파당은 독일 교육 시스템에서 적극적 우대조치에 대한 논의를 제기했다. 스테판 질리히(Stefan Zillich)에 따르면, 할당제는 학교에서 성적이 좋지 않은 노동 계급 자녀가 김나지움 (대학 준비 학교)에 입학하는 데 도움이 되는 "가능성"이 되어야 한다. 김나지움 교장들은 이러한 정책이 가난한 아이들에게 "해를 끼칠 것"이라고 반대했다.

#### 노르웨이
노르웨이의 모든 공공 주식회사 (ASA) 이사회는 남녀 중 어느 한 성별이 최소 40%를 차지해야 한다. 이는 총 300,000개 이상의 회사 중 약 400개 회사에 영향을 미친다. 연구자 세이에르스타드(Seierstad)와 오프살(Opsahl)은 노르웨이 여성 이사의 존재, 중요성 및 사회 자본에 대한 적극적 우대조치의 효과를 연구한 결과, 적극적 우대조치 정책이 처음 시행되었을 때 저명한 이사는 여성이 7명, 남성이 84명에 불과했다. 2009년 8월까지 이 수치는 여성이 107명, 남성이 117명으로 증가했다. 여성이 이끄는 이사회의 비율은 전체적으로 낮았지만 3.4%에서 4.3%로 증가했다. 중요성에 대한 더 엄격한 정의를 적용하면 여성 이사의 비율은 일반적으로 증가했다. 이사직을 3개 이상 맡고 있는 이사만을 고려하면 이들의 61.4%가 여성이었다. 이사직을 7개 이상 맡고 있는 이사를 고려하면 모두 여성이었다. 2016년 연구에서는 ASA 대표성 요건이 해당 기업의 가치 평가나 이익에 미치는 영향이 없었으며, 요건과 ASA에서 벗어나는 기업 재편성 사이에도 상관관계가 없음을 발견했다.

#### 루마니아
롬인은 공립학교 및 주립 대학 입학을 위한 할당량을 배정받는다.

#### 소련 및 러시아
1918년 혁명 직후, 이네사 아르망, 레닌의 비서이자 연인은 1930년대까지 국제 평등주의 및 적극적 우대조치 운동의 일환으로 활동했던 제노텔을 창설하는 데 중요한 역할을 했다. 소련에서는 소수 민족, 여성, 공장 노동자를 포함한 다양한 사회 집단을 위한 할당제가 존재했다. 1934년 이전에는 소수 민족이 문화적으로 후진하다고 묘사되었지만, 1934년에는 이 용어가 부적절하다고 판단되었다. 1920년대와 1930년대 초에는 코레니자치야가 소수 민족에게 적극적 우대조치를 적용했다. 대학 교육, 소련 시스템 및 공산당 내 직책에 대한 할당제가 존재했다. 예를 들어, 소련 공화국 (또는 자치 공화국) 당 위원회의 제1비서 직책은 항상 해당 공화국의 "명목 민족성" 대표가 맡았다. 러시아는 이 시스템을 부분적으로 유지하고 있다. 할당제는 폐지되었지만, 일부 소수 민족 및 특정 지역 주민에 대한 우대 조치는 남아있다.

#### 세르비아
2006년 세르비아 공화국 헌법은 어떠한 근거로든 평등 원칙과 차별 금지를 확립했다. 또한, 헌법은 특히 국가 소수자와 같은 특정 소외 계층에 대한 "특별 조치"로서 적극적 우대조치를 허용하며, 이를 차별의 법적 정의에서 명시적으로 제외한다. 롬 민족 소수자는 더 유리한 조건으로 공립학교에 입학할 수 있다.

#### 슬로바키아
슬로바키아 헌법재판소는 2005년 10월 "민족 또는 인종 소수 집단 사람들에게 이점을 제공하는" 적극적 우대조치가 헌법에 위배된다고 선언했다.

#### 영국
영국에서는 단순히 보호 집단 지위만을 이유로 성과와 무관하게 누군가를 고용하는 것은 불법이다. 기본적으로, 교육, 고용, 상업 거래, 사설 클럽 또는 협회, 공공 서비스 이용 시 그러한 "보호되는 특성"에 기반한 다른 형태의 차별, 할당제 또는 편애도 불법이다.
2010년 평등법은 보호되고 불리한 집단에 속하는 것을 고용 및 승진 시 고려할 수 있도록 허용하는데, 이는 해당 집단이 특정 분야에서 과소 대표되고 후보자들이 동등한 자격을 가질 경우 (이 경우 불리한 집단에 속하는 것이 "타이 브레이커"가 될 수 있다) 가능하다. 2010년 평등법 제159조에 따라 고용주는 "보호되는 특성을 가진 사람들이 불이익을 받거나 특정 활동에서 과소 대표된다고 합리적으로 생각해야" 하며, 어떠한 긍정적 행동도 "사람들이 불이익을 극복하거나 활동에 참여하도록 가능하게 하거나 장려하는 비례적인 수단"이어야 한다. 특정 예외는 다음과 같다.
- 북아일랜드 평화 과정의 일환으로, 벨파스트 협정 및 그 결과로 나온 패튼 보고서에 따라 북아일랜드 경찰청은 가톨릭 공동체에서 50%, 개신교 및 기타 공동체에서 50%를 모집해야 하는데, 이는 개신교에 대한 가능한 편향을 줄이기 위함이다. 이는 나중에 "50:50" 조치로 언급되었다.[118]
- 성 차별 (선거 후보자) 법 2002는 더 많은 여성을 선거 후보자로 선발하기 위해 여성 전용 단기 목록 사용을 허용했다.[119]

2019년에 한 고용 심판소는 "긍정적 행동은 다양성을 높이는 데 사용될 수 있지만, 이는 역할에 대해 동등하게 자격을 갖춘 후보자들을 구별하는 데만 적용되어야 한다"고 판결했다.

### 북아메리카

#### 캐나다
캐나다 권리 자유 헌장의 평등 조항은 적극적 우대조치 법안을 명시적으로 허용하지만, 헌장은 우대 조치를 부여하는 법안을 요구하지는 않는다. 제15조 2항은 평등 조항이 "인종, 민족적 출신, 피부색, 종교, 성별, 나이 또는 정신적 또는 신체적 장애로 인해 불리한 개인 또는 집단의 조건을 개선하는 것을 목적으로 하는 법률, 프로그램 또는 활동을 방해하지 않는다"고 명시한다.
캐나다 고용 평등법은 연방 규제 산업의 고용주에게 여성, 장애인, 원주민, 가시적 소수 민족 등 네 가지 지정 집단에 대해 우대 조치를 취할 것을 요구한다. 캐나다 대학의 3분의 1 미만이 원주민 학생을 위한 대체 입학 요건을 제공한다. 일부 주 및 준주도 적극적 우대조치 정책을 가지고 있다. 예를 들어, 캐나다 북부의 노스웨스트 준주에서는 원주민에게 직업 및 교육에 대한 우선권이 주어지며 P1 지위로 간주된다. 노스웨스트 준주에서 태어났거나 삶의 절반을 그곳에서 거주한 비원주민은 P2로 간주되며, 여성 및 장애인도 마찬가지다.

#### 미국
미국의 적극적 우대조치 정책은 1863년부터 1877년까지의 재건 시대에 시작되었다. 현재의 정책은 1960년대 초 미국에서 인종 차별을 퇴치하기 위한 방안으로 도입되었고, 나중에 성 차별을 다루는 방향으로 확대되었다. 이 기간 동안 적극적 우대조치의 법적 및 헌법적 정당성은 여러 법원 소송의 대상이 되었다.
적극적 우대조치는 1961년 3월 6일 존 F. 케네디 대통령이 서명한 행정명령 10925호에서 처음 시작되었으며, 이 명령은 정부 고용주가 "인종, 신념, 피부색 또는 출신 국가를 이유로 어떤 직원이나 고용 지원자도 차별하지 않아야 한다"고 요구하고 "인종, 신념, 피부색 또는 출신 국가와 관계없이 지원자가 고용되고 직원들이 고용 기간 동안 대우받도록 적극적인 조치를 취해야 한다"고 요구했지만, 집단 우대를 요구하거나 허용하지는 않았다.
1965년 9월 24일, 린든 B. 존슨 대통령은 행정명령 11246호에 서명하여 행정명령 10925호를 대체했지만, 집단 우대를 요구하거나 허용하지 않는 동일한 용어를 계속 사용했다. 적극적 우대조치는 1967년 10월 13일 행정명령 11375호에 의해 성별로 확대되었으며, 이 명령은 행정명령 11246호를 수정하여 보호되는 범주 목록에 "성별"을 추가했다. 미국에서 적극적 우대조치의 원래 목적은 기관들이 1964년 민권법의 비차별 명령을 준수하도록 압력을 가하는 것이었다. 민권법은 참전용사 지위, 장애 또는 40세 이상의 연령에 따른 차별을 다루지 않는다. 이러한 집단은 다른 법률에 따라 차별로부터 보호될 수 있다.
일부 대학은 일반적으로 과소 대표되고 생활 환경이 낮은 인종 집단을 유치하기 위해 재정 기준을 사용한다. 캘리포니아 (캘리포니아 민권 이니셔티브), 미시간 (미시간 민권 이니셔티브), 워싱턴 (주도 200)과 같은 일부 주에서는 공립 학교를 포함한 공공 기관이 해당 주 내에서 적극적 우대조치를 시행하는 것을 금지하는 헌법 개정안을 통과시켰다. 1990년대부터 보수 단체들은 대학 할당제가 불법적으로 인종에 기반하여 사람들을 차별하는 데 사용되고 있다고 주장하며 이를 중단시키기 위한 수많은 소송을 제기해 왔다. 2003년 대법원 판결(그루터 대 볼린저 사건, 539 US 244 – Supreme Court 2003)은 고등 교육 기관이 학생 입학 시 인종을 요소로 고려하는 것을 허용했다. 2014년 미국 대법원은 "주(州)는 정부 결정에서 인종적 선호를 금지하도록 선택할 수 있다"고 판결했다. 당시 오클라호마, 뉴햄프셔, 애리조나, 콜로라도, 네브래스카, 미시간, 플로리다, 워싱턴, 캘리포니아 등 8개 주는 이미 적극적 우대조치를 금지했다. 2023년 6월 29일, 대법원은 공정한 입학을 위한 학생들 대 하버드 대학교 사건에서 6대 2로 대학 입학에서 인종을 사용하는 것이 수정헌법 제14조의 동등한 보호 조항에 따라 위헌이라고 판결했다.

### 오세아니아

#### 뉴질랜드
마오리족 또는 기타 폴리네시아계 혈통의 개인은 종종 대학 과정에 대한 개선된 접근권을 부여받거나 특별히 그들을 위한 장학금을 받는다. 이러한 대학 과정 접근은 과거에 비판에 직면했는데, 특히 오클랜드 대학교에서는 미스매치 이론으로 알려진 현상으로 인해 비판을 받았고, 1970년대 이후 선호 집단의 졸업률 및 대학이 학생들에게 이러한 역사적 통계를 알리지 않은 것과 관련하여 아이들을 실패하도록 설정했다는 비난이 제기되었다.
적극적 우대조치는 1993년 인권법 제73조 및 1990년 뉴질랜드 권리 장전법 제19조(2)항에 따라 제공된다. 뉴질랜드의 적극적 우대조치는 종종 적극적 우대조치가 선호하는 집단의 사람들이 과소 대표되는 부문에서 직업을 얻도록 장려함으로써 간접적으로 이루어진다. Diversity Awards NZ는 뉴질랜드의 조직으로, "직장 다양성, 형평성 및 포용성 분야의 우수성을 축하"하는 것을 목표로 한다.
1993년 인권법 제73조에 따르면 적극적 우대조치는 다음과 같은 경우에 허용된다.
1. 선의로 행해질 경우
2. 금지된 차별 사유와 관련된 특성을 가진 개인이나 집단을 돕기 위한 목적으로 행해질 경우
3. 해당 개인이나 집단이 공동체의 다른 구성원들과 동등한 위치를 달성하기 위해 도움이 필요하거나 (합리적으로 필요하다고 가정될 수 있는) 경우.

### 남아메리카

#### 브라질
일부 브라질 대학(주립 및 연방)은 인종적 소수자(흑인 및 아메리카 원주민), 빈곤층 및 장애인을 위한 우대 입학 제도(할당제)를 만들었다. 또한 공무원 공석의 최대 20%까지 장애인에게 할당되는 할당제도 있다. 민주당은 브라질리아 대학교 이사회가 "나치 사상을 부활시켰다"고 비난하며, 대학이 소수자에게 할당하는 할당제의 합헌성에 대해 연방최고법원에 항소했다. 대법원은 2012년 4월 26일 만장일치로 그 합헌성을 승인했다.

## 국제 기구

### 유엔
국제 인종차별철폐협약은 (제2조 2항에서) 체계적인 차별을 시정하기 위해 협약을 비준한 국가들에게 적극적 우대조치 프로그램을 요구할 수 있다고 명시하고 있다. 그러나 이러한 프로그램은 "취해진 목적이 달성된 후에는 어떤 경우에도 다른 인종 집단에 대한 불평등하거나 분리된 권리의 유지를 초래하지 않는다"고 명시되어 있다.
유엔 자유권 규약 위원회는 "평등 원칙은 때때로 국가 당사국이 규약에 의해 금지된 차별을 야기하거나 영속시키는 조건을 감소 또는 제거하기 위해 적극적 우대조치를 취할 것을 요구한다. 예를 들어, 특정 인구 집단의 일반적인 조건이 인권을 향유하는 것을 방해하거나 저해하는 국가에서는 이러한 조건을 시정하기 위해 특별한 조치를 취해야 한다. 이러한 조치는 한동안 해당 인구 집단에게 다른 인구 집단에 비해 특정 문제에 대해 특혜를 부여하는 것을 포함할 수 있다. 그러나 그러한 조치가 사실상 차별을 시정하는 데 필요한 한, 이는 규약에 따른 합법적인 차별화 사례이다."라고 명시한다.

## 반응
적극적 우대조치 지지자들은 이 정책이 사회경제적으로 불리한 사람들에게 특혜를 줌으로써 사회적 평등을 증진하는 것을 목표로 한다고 말한다. 종종 이러한 사람들은 억압이나 노예제와 같은 역사적 이유로 인해 불이익을 받는다.
역사적으로나 국제적으로, 적극적 우대조치에 대한 지지는 다양한 목표를 달성하고자 했다: 고용 및 임금의 불평등 해소; 교육 접근성 증가; 사회의 모든 스펙트럼으로 국가, 기관 및 전문 지도력 풍부화; 특히 노예제 및 노예법이 남긴 명백한 사회적 불균형을 시정하는 등 과거의 명백한 잘못, 해악 또는 방해를 시정하는 것이다. 적극적 우대조치 반대자들은 적극적 우대조치가 화해를 방해하고, 오래된 잘못을 새로운 잘못으로 대체하며, 소수자의 성취를 훼손하고, 개인이 자신이 불리하지 않음에도 불구하고 자신을 불리한 사람으로 식별하도록 조장한다고 주장했다. 이는 인종적 긴장을 증가시키고 소수 집단 내에서 가장 특권적인 사람들에게 이익을 주어 다수 집단 내에서 가장 불우한 사람들을 희생시킬 수 있다.
미국의 임시 연방 적극적 우대조치 규제에 대한 2017년 연구는 이 규제가 "시간이 지남에 따라 직원 중 흑인 비율을 증가시킨다: 기관이 처음 규제된 후 5년 이내에 직원 중 흑인 비율은 평균 0.8%포인트 증가한다. 놀랍게도, 기관이 규제 해제된 후에도 흑인 비율은 비슷한 속도로 계속 증가한다. [저자는] 이러한 지속성이 부분적으로 적극적 우대조치가 고용주로 하여금 잠재적 채용을 위한 선발 방법을 개선하도록 유도했기 때문이라고 주장한다."
법학자 스탠리 피시는 적극적 우대조치 반대자들이 종종 이를 역차별의 한 형태라고 주장하며, 적극적 우대조치를 통해 차별을 치유하려는 어떠한 노력도 결국 또 다른 형태의 차별이 되기 때문에 잘못되었다고 말한다고 주장한다. 그는 이러한 주장이 거짓 동등성이라고 말하는데, 적극적 우대조치에 반대하는 사람들은 "자신에게 가해진 어떤 잘못 때문이 아니라" 다른 사람들을 계속 소외시키려는 욕구에서 동기를 부여받기 때문이다. 언론인 밴 R. 뉴커크 2세는 적극적 우대조치 비판자들이 종종 대학이 입학 결정 시 인종을 고려할 수 있다는 재량권을 가진다고 판결한 피셔 대 텍사스 대학교와 같은 법원 사건이 적극적 우대조치라는 이름으로 차별이 발생하고 있음을 보여준다고 주장한다고 말한다. 그는 이것이 적극적 우대조치에 반대하는 "백인의 분노"를 유발하기 위해 자주 사용되는 여러 "오해" 중 하나라고 말한다.
학자 조지 셔(George Sher)에 따르면, 일부 적극적 우대조치 비판자들은 이 정책이 자격이 아닌 소속된 사회 집단만을 기반으로 선택된 개인의 성과를 폄하한다고 말한다. 법학자 양즈밍(Tseming Yang) 등은 적극적 우대조치 정책 시행 시 사기성 자기 식별의 어려움에 대해 논의했다. 양즈밍은 비선호 집단의 일부 개인이 그러한 프로그램의 혜택을 받기 위해 자신을 선호 집단의 구성원으로 지정할 수 있기 때문에, 이를 방지하기 위해 개인의 인종을 확인하는 "필요악"이 필요하다고 주장한다. 적극적 우대조치 비판자들은 또한 이 프로그램이 혜택을 가장 적게 필요로 하는 대상 집단의 구성원, 즉 대상 집단 내에서 가장 큰 사회적, 경제적, 교육적 이점을 가진 사람들에게 이익을 주거나, 적극적 우대조치 수혜자들이 열심히 일할 필요가 없다고 결론 내리도록 유도하고, 혜택을 받지 못하는 사람들은 열심히 일하는 것을 무의미하다고 인식하게 만들 수 있다고 주장한다. 정치학자 찰스 머리는 수혜자들이 종종 제공된 기회에 대해 전혀 자격이 없다고 말하며, 자신의 믿음을 인용하여 인종 간의 타고난 차이를 언급했다. 그는 "사회적 아파르트헤이트의 이점"이라는 에세이에서 이러한 견해를 재확인하며 인종과 지능을 기반으로 사람들을 분리하는 것을 옹호했다.

### 부적합성
부적합성(Mismatching)은 적극적 우대조치가 할당량을 충족시키기 위해 학생을 너무 어려운 대학에 배치할 때 발생하는 부정적인 영향으로, 이는 학생이 중퇴하거나 과락할 가능성을 높여 적극적 우대조치의 의도된 수혜자에게 해를 끼칠 수 있다고 제안된 것이다. 이 이론에 따르면, 적극적 우대조치가 없으면 학생은 자신의 학업 능력에 맞는 대학에 입학하여 졸업할 가능성이 더 높아질 수 있다.
2017년, 연구원 앤드루 J. 힐은 적극적 우대조치 금지가 소수자 학생들의 4년제 STEM 학위 이수율 감소로 이어졌음을 발견했으며, 이는 미스매치 가설이 근거 없음을 시사한다고 주장한다. 그는 이것이 적극적 우대조치가 STEM 학위에서 더 큰 소수자 참여를 장려하는 것과 같이 "특정 상황"에서 효과적일 수 있다는 증거라고 말한다. 2020년, 연구원 재커리 블리머는 캘리포니아의 적극적 우대조치 금지(제안 209호)가 STEM 산업에서 24~34세의 소외 계층 소수자들 사이에서 연간 평균 임금 5% 하락을 초래했으며, 특히 히스패닉계 사람들에게 영향을 미쳤음을 발견했다.
2007년 샌디에이고 대학교 법학 교수이자 미국 민권 위원회 위원인 게일 헤리엇은 법률 과정에서의 부적합성을 뒷받침하는 증거를 논의했다. 그녀는 리처드 샌더의 연구를 인용하며 적극적 우대조치가 없었다면 흑인 변호사 수가 7.9% 더 적었을 것이라고 주장했다. 샌더는 부적합성이 흑인 학생들이 로스쿨을 중퇴하고 변호사 시험에 불합격할 가능성을 높였다고 주장한다. 샌더의 부적합성 논문은 예일 대학교의 이언 에이어스와 리처드 브룩스를 포함한 여러 법학 교수들로부터 비판을 받았는데, 이들은 적극적 우대조치를 폐지하면 흑인 변호사의 수가 실제로 12.7% 감소할 것이라고 주장했다. 또한, 그들은 상위권 대학에 다니는 학생들이 그렇지 않은 학생들보다 더 잘한다고 주장했다. 2008년 제시 로스스타인과 앨버트 H. 윤의 연구는 샌더의 결과가 "그럴듯하다"고 말했지만, 적극적 우대조치를 폐지하면 "모든 로스쿨에서 흑인 입학생이 63% 감소하고 엘리트 로스쿨에서는 90% 감소할 것"이라고 말했다. 그들은 부적합성 이론을 일축하며 "적극적 우대조치에 이점이 없다고 주장하기 위해 부적합성 효과를 신뢰할 수 있게 인용할 수 없다"고 결론 내렸다. 2016년 피터 아르키디아코노와 마이클 러븐하임의 이전 연구 검토에서, 그들은 덜 선택적인 학교에 다니는 더 많은 아프리카계 미국인 학생들이 주 변호사 시험의 첫 시도 합격률을 크게 향상시킬 것이라고 제안했지만, 그러한 개선이 로스쿨 진학률 감소로 상쇄될 수 있다고 경고했다.
2011년 듀크 대학교 데이터 연구에서는 부적합성 증거가 없다고 밝혔으며, 부적합성은 선택적인 학교가 학생들의 대학 진학 전망에 대한 사적인 정보를 가지고 있지만 이를 공유하지 않을 때만 발생할 수 있다고 제안했다. 이러한 정보를 예비 학생들에게 제공하면 학생들이 더 나은 학교를 선택할 수 있으므로 부적합성을 피할 수 있다. 2016년 인도의 적극적 우대조치에 대한 연구는 부적합성 가설에 대한 증거가 없다고 밝혔다.

### 여론 조사
2005년 USA 투데이가 실시한 여론 조사에 따르면, 미국인의 대다수는 여성에 대한 적극적 우대조치를 지지했지만, 소수 집단에 대한 견해는 더 분분했다. 남성은 여성에 대한 적극적 우대조치를 지지할 가능성이 약간 더 높지만, 양성 모두 다수가 지지한다. 그러나 미국인의 약간의 다수는 적극적 우대조치가 접근성을 보장하는 것을 넘어 특혜를 주는 영역으로 들어간다고 믿는다. 또한 2005년 갤럽 여론 조사는 흑인 미국인의 72%와 백인 미국인의 44%가 인종적 적극적 우대조치를 지지했으며(21%와 49%는 반대), 히스패닉계 사람들의 지지 및 반대는 흑인과 백인 사이였다. 흑인들의 지지는 백인들과 달리 정치적 성향과 거의 상관관계가 없었다.
2009년 6월 퀴니피악 여론 조사에 따르면 미국인의 55%는 적극적 우대조치가 일반적으로 중단되어야 한다고 생각했지만, 55%는 장애인에 대한 적극적 우대조치를 지지했다. 퀴니피악 대학교 여론조사 연구소의 조사에 따르면 미국 유권자의 65%는 동성애자에 대한 적극적 우대조치 적용에 반대했으며, 27%는 지지 의사를 밝혔다.
2010년 레제 여론 조사에 따르면 캐나다인의 59%는 정부 일자리 채용 시 인종, 성별 또는 민족성을 고려하는 것에 반대했다.
2014년 퓨 리서치 센터의 여론 조사에 따르면 미국인의 63%는 대학 캠퍼스에서 소수자 대표성을 늘리는 것을 목표로 하는 적극적 우대조치 프로그램이 "좋은 일"이라고 생각했으며, 30%는 "나쁜 일"이라고 생각했다. 다음 해, 갤럽은 여성 대표성 증가를 목표로 하는 적극적 우대조치 프로그램을 미국인의 67%가 지지하는 반면, 인종적 소수자 대표성 증가를 목표로 하는 프로그램은 58%가 지지한다는 여론 조사 결과를 발표했다.
2019년 퓨 리서치 센터의 여론 조사에 따르면 미국인의 73%는 대학 입학 결정 시 인종이나 민족성이 고려되어서는 안 된다고 생각한다. 몇 년 후인 2022년, 퓨 리서치 센터의 여론 조사에 따르면 미국인의 74%는 대학 입학 결정 시 인종이나 민족성이 고려되어서는 안 된다고 생각한다.

## 같이 보기
- 차별금지법
- 반인종주의
- 민권과 참정권
- 시민 자유
- 장애인 인권
- 임금차별
- 기회균등
- 성평등
- 기여 입학 제도
- 남성인권 운동
- 소수 권리
- 다문화주의
- 정치적 올바름
- 사회 정의
- 실질적 평등
- 토머스 소웰